# Radicalaire additie
In de organische chemie is radicalaire additie een additiereactie die geïnitieerd wordt door vrije radicalen.
Additie van waterstofbromide aan propeen in aanwezigheid van peroxide resulteert in een anti-Markovnikovadditie. Dit wordt met een radicaalmechanisme verklaard:
Het peroxide ontleedt onder invloed van licht of door verwarming tot vrije radicalen; vervolgens reageert een vrij radicaal met HBr tot onder andere een Br atoom:
In de volgende afbeelding wordt getoond dat het broom atoom bindt aan een dubbele binding koolstofatoom van propeen. Hierdoor ontstaat een intermediair radicaal. Dit radicaal abstraheert een waterstofatoom van HBr waarbij weer een broomatoom ontstaat dat op zijn beurt aan een ander propeenmolecuul kan binden. Een kettingreactie is het resultaat:
.
Bij deze vrije radicaal additie wordt het Br atoom aan het meest vrije eind van de dubbele binding gebonden en ontstaat het meest stabiele vrije radicaal als tussenproduct. De additie is anti-Markovnikov. Dit is tegengesteld aan de oriëntatie bij de elektrofiele additie van HBr aan propeen; hier wordt de regel van Markovnikov gevolgd, omdat in dat geval H+ aan het meest vrije eind van de dubbele binding wordt gebonden en het meest stabiele carbokation als tussenproduct ontstaat.